# Semiothisa atomaria
Semiothisa atomaria är en fjärilsart som beskrevs av Arnold Pagenstecher 1900. Semiothisa atomaria ingår i släktet Semiothisa och familjen mätare. Inga underarter finns listade i Catalogue of Life.